# Třemošnice (Hromnice)
Třemošnice je zaniklá ves a bývalý hospodářský dvůr v okresu Plzeň-sever, u potoka Třemošné, 1,5 km severovýchodně od Hromnice.

## Historie
Ves Třemošnice patřila do majetku plaského cisterciáckého kláštera, poprvé připomínána ve 13. století. V 15. století ji klášter zastavil řadě drobných feudálů, ale roku 1558 byla již jistě pustá.
Právě na místě dřívější vsi nechal Florián Gryspek z Gryspachu před rokem 1558 vystavět hospodářský dvůr. Podle urbáře kaceřovského panství byly obnoveny některé ze zpustlých polí a na zbytku se stále pracovalo. Dvůr tvořila stodola, chlévy, maštale, obilnice a čeledník, poblíž dvora byl ovčín.
V pobělohorských konfiskacích přichází Gryspekové o svůj majetek, který se vrací zpět klášteru v Plasech. V době vlády opata Ondřeje Trojera byl postaven nový ovčín. Za opata Tyttla a jeho nástupce C. Stoye byl klášter plně vytížen výstavbou nového konventu, proboštství v Mariánském Týnci i několika jiných hospodářských dvorů, takže Třemošnice se dočkala další výstavby až za opata Silvestra Hetzera a to v podobě mléčnice uprostřed dvora.
Za opata Fortunáta Hartmanna došlo přibližně v letech 1755–1764 k barokní přestavbě dvora. Jako u mnoha hospodářských dvorů kláštera byl zvolen obdélníkový půdorys, na jehož kratších stranách stála stodola a na protilehlé vjezd. Delší strany byly tvořeny většinou chlévy, přičemž jedna z těchto stran byla ukončena širší obytnou částí. Prostřední z jejích tří traktů byl patrový zámeček s třemi okenními osami a mansardovou střechou, velmi podobný obytné části ve dvoře Rohy. Na nádvoří kromě starší mléčnice, která byla možná spojena s kaplí, stávala kašna. Dvůr Třemošnice byl stejně dlouhý jako dvory Lomany a Lednice.
Po zrušení kláštera přešlo celé panství do správy náboženského fondu, později bylo v dražbě prodáno kancléři Metternichovi. K roku 1894 měl dvůr v pronájmu Antonín Šimice.

## Současnost
Obytná část byla ještě v druhé polovině 20. století obývána, ale její stav se zhoršoval, až byla na konci 80. let zbořena. Dnes z původních staveb dvora zbývá jen stodola, na místě křídel stojí nové budovy firmy Truhlářství Rott.